# Bistriflimida
La bistriflimida, también conocida como bis(trifluorometano)sulfonimida, bis(trifluorometanosulfonil)imida, bis(trifluorometanosulfonil)imidato (y variaciones de los mismos), informalmente y de manera algo imprecisa como triflimida o triflimidato , o por las abreviaturas TFSI o NTf2, es un anión no coordinante con la fórmula química [(CF3SO2)2N]−. Sus sales se denominan habitualmente triflimidatos metálicos.

## Aplicaciones
El anión se utiliza ampliamente en líquidos iónicos (como el bis(trifluorometilsulfonil)imida de trioctilmetilamonio), ya que es menos tóxico y más estable que los contraiones más "tradicionales" como el tetrafluoroborato. Este anión también es importante en las baterías de iones de litio y de metal de litio (LiTFSI) debido a su alta disociación y conductividad. Tiene la ventaja adicional de suprimir la cristalinidad en el óxido de polietileno, lo que aumenta la conductividad de ese polímero por debajo de su punto de fusión a 50 °C.

## Ácido bistriflimídico

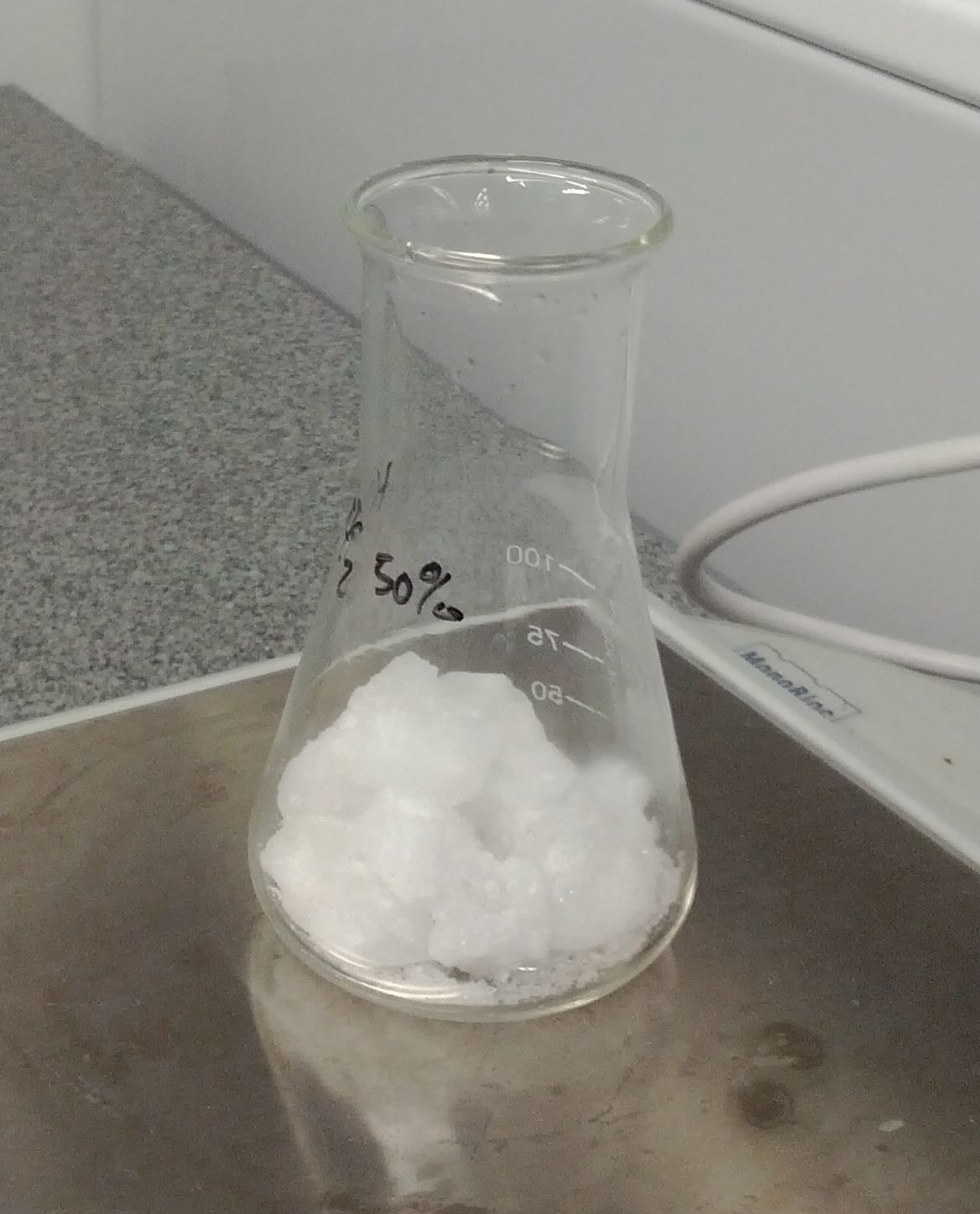
Ácido bistriflimídico

El ácido conjugado de bistriflimida, al que frecuentemente se hace referencia con el nombre trivial de ácido bistriflimídico (CAS: 82113-65-3), es un superácido disponible comercialmente. Es un compuesto cristalino, pero es higroscópico hasta el punto de ser delicuescente. Debido a su altísima acidez y buena compatibilidad con disolventes orgánicos, se ha empleado como catalizador en una amplia gama de reacciones químicas. 
Su valor pKa en agua no se puede determinar con precisión, pero en acetonitrilo se ha estimado en -0,10 y en 1,2-dicloroetano en -12,3 (en relación con el valor pKa del 2,4,6-trinitrofenol (ácido pícrico), anclado a cero para aproximarse de forma burda a la escala pKa acuosa),haciéndolo más ácido que el ácido tríflico (pKa MeCN = 0,70, pKaDCE (en relación con el ácido pícrico ) = -11,4).

## Nombramiento
Desarrollar un nombre IUPAC para la bistriflimida que indique la estructura y la reactividad es un desafío, y se han propuesto cambios a los nombres actuales. La principal dificultad surge del uso ambiguo de la palabra amida para significar una amina acilada (incluida la sulfonilada) o la forma aniónica de una amina. Del mismo modo, imida puede referirse a una amina bisacilada o a una amina dos veces desprotonada. Por lo tanto, dependiendo del sistema utilizado, existe ambigüedad en cuanto a si se utiliza amida o imida para referirse al ácido original o al anión. (Se ha hecho referencia al anión como amidato o imidato en un intento de distinguirlo del ácido). Las complicaciones en la denominación de estos compuestos fueron resaltadas en un artículo de la IUPAC. Desde entonces, la IUPAC ha recomendado (2013) que los derivados del nitrógeno aniónico se puedan denominar azanidas, por lo que bis(trifluorometanosulfonil)azanida sería un nombre aceptable e inequívoco para el anión bistriflimida. El ácido original, cuyo nombre trivial es ácido triflimídico, se llamaría entonces bis(trifluorometanosulfonil)azano.
El nombre 1,1,1-trifluoro- N -((trifluorometil)sulfonil)metanosulfonamida también es un nombre inequívoco aceptable por la IUPAC, aunque la simetría de la molécula no es evidente a partir de esta construcción.